# Öttusa az 1964. évi nyári olimpiai játékokon
Az 1964. évi nyári olimpiai játékokon öttusában két versenyszámban avattak bajnokot.

## Éremtáblázat
(Magyarország eltérő háttérszínnel, az egyes számoszlopok legmagasabb értéke, illetve értékei vastagítással kiemelve.)
| Az 1964. évi nyári olimpiai játékok éremtáblázata öttusában | Az 1964. évi nyári olimpiai játékok éremtáblázata öttusában | Az 1964. évi nyári olimpiai játékok éremtáblázata öttusában | Az 1964. évi nyári olimpiai játékok éremtáblázata öttusában | Az 1964. évi nyári olimpiai játékok éremtáblázata öttusában | Olimpia  |
| ----------------------------------------------------------- | ----------------------------------------------------------- | ----------------------------------------------------------- | ----------------------------------------------------------- | ----------------------------------------------------------- | -------- |
|                                                             | Ország                                                      | Arany                                                       | Ezüst                                                       | Bronz                                                       | Összesen |
| 1.                                                          | Szovjetunió (URS)                                           | 1                                                           | 1                                                           | 1                                                           | 3        |
| 2.                                                          | Magyarország (HUN)                                          | 1                                                           | 0                                                           | 1                                                           | 2        |
|                                                             |                                                             |                                                             |                                                             |                                                             |          |
| 3.                                                          | Egyesült Államok (USA)                                      | 0                                                           | 1                                                           | 0                                                           | 1        |
|                                                             |                                                             |                                                             |                                                             |                                                             |          |
| Összesen                                                    | Összesen                                                    | 2                                                           | 2                                                           | 2                                                           | 6        |

## Érmesek
| Az 1964. évi nyári olimpiai játékok érmesei öttusában |                                                                    |       |                                                                     |       |                                                            |       |
| Versenyszám                                           | Arany                                                              | Arany | Ezüst                                                               | Ezüst | Bronz                                                      | Bronz |
| egyéni                                                | Török Ferenc · Magyarország (HUN)                                  | 5116  | Igor Novikov · Szovjetunió (URS)                                    | 5067  | Аlbert Mokejev · Szovjetunió (URS)                         | 5039  |
| csapat                                                | Szovjetunió (URS) · Аlbert Mokejev · Igor Novikov · Viktor Minejev | 14961 | Egyesült Államok (USA) · James Moore · David Kirkwood · Paul Pesthy | 14189 | Magyarország (HUN) · Török Ferenc · Nagy Imre · Török Ottó | 14173 |

## Magyar szereplés
- Török Ferenc 1. hely 5 116 pont
- Nagy Imre 7. hely 4 874 pont
- Török Ottó 26. hely 4 305 pont
- Csapat: 3. hely 14 173 pont